# Luigi Passoni
Luigi Passoni (Torino, 29 dicembre 1926 – Torino, 17 settembre 2005) è stato un partigiano e politico italiano, vicesindaco di Torino e deputato.

## Biografia
Prende parte alla Guerra di liberazione nelle file della Resistenza piemontese, assolvendo a compiti di collegamento col Comando delle formazioni mobili "Matteotti". Nel dopoguerra di laurea in scienze economiche e commerciali, diventando e lavora come commercialista.
Dal 1951 al 1953 è dirigente nazionale della Federazione Giovanile Socialista Italiana. Nel 1955 diviene membro del Comitato centrale del Partito Socialista Italiano e viene eletto deputato nel 1958 nella circoscrizione Brescia-Bergamo, viene poi riconfermato nell'incarico parlamentare col PSI nel 1963. Nel 1964 aderisce al PSIUP, con il quale conferma il seggio alla Camera nel 1968; nel 1972 con il resto del partito confluisce nel PCI, nello stesso anno conclude il proprio mandato parlamentare. 
Successivamente è consigliere comunale con il PCI a Torino dal 1976 al 1990, ricoprendo anche i ruoli di vicesindaco nel 1984 e di assessore al bilancio tra il 1976 e il 1985 nella Giunta Novelli. 
Dopo la svolta della Bolognina, nel 1991, aderisce a Rifondazione Comunista. Dal 1993 al 1997 è assessore al comune di Moncalieri. L'11 ottobre 1998 è tra i fondatori del Partito dei Comunisti Italiani.
Muore all'età di 78 anni nel settembre del 2005.